# Saint-Médard (Indre)
Saint-Médard é uma comuna francesa na região administrativa do Centro, no departamento de Indre. Estende-se por uma área de 12,6 km². Em 2010 a comuna tinha 50 habitantes (densidade: 4 hab./km²).